# Metis holothuriae
Metis holothuriae is een eenoogkreeftjessoort uit de familie van de Metidae. De wetenschappelijke naam van de soort is voor het eerst geldig gepubliceerd in 1891 door Edwards.